# جورج هوارد باركر
جورج هوارد باركر (بالإنجليزية: George Howard Parker)‏ هو عالم حيوانات أمريكي، ولد في 23 ديسمبر 1864 في فيلادلفيا في الولايات المتحدة، وتوفي في 26 مارس 1955 في كامبريدج في الولايات المتحدة.